# Пак Ён Ир
Пак Ён Ир (также в другой транскрипции — Пак Ён Иль; кор. 박용일, 1966 — 19 сентября 2022) — северокорейский политический деятель, председатель ЦК Социал-демократический партии Кореи с 28 августа 2019 по 19 сентября 2022 года, заместитель Президиума Верховного народного собрания КНДР с 29 августа 2019 по 19 сентября 2022 года.

## Биография
Родился в 1966 году. Проходил обучение в Университете имени Ким Ир Сена.
В январе 2001 года стал членом Комитета мира и единения. В августе 2006 года стал членом ЦК Корейского красного креста. С 2013 по 2015 год руководил переговорами по вопросам воссоединения семей, разлученных во время Корейской войны. В марте 2018 года стал заместителем председателя Комитета мира и единения.
22 июня 2018 года принял участие в переговорах Корейского красного креста в качестве лидера КНДР.
28 августа 2019 года Пак Ён Ир был избран председателем ЦК Социал-демократической партии, а на следующий день заместителем председателя Президиума Верховного народного собрания, сменив Кима Ён Дэ.
Скончался 19 сентября 2022 года. В тот же день от имени Ким Чен Ына к его гробу был возложен венок.